# Andrée Feix
Andrée Feix (París, 15 de febrero de 1912 - 15 de abril de 1987) fue una montadora, guionista y directora de cine pionera entre las mujeres de la cinematografía francesa. Dirigió dos películas a mediados de la década de 1940, debutando con la comedia Il suffit d'une fois (1946). 

## Biografía
Andrée Feix al igual que Alice Guy empieza a trabajar como secretaria en la Gaumont, en 1929  y poco a poco se va adentrando en la cinematografía. Es guionista y empieza con el montaje trabajando en varias películas. (Ame de clown, Mademoiselle Mozart...)
En los años 40 se acerca a la cámara convirtiéndose en asistenta, trabajando especialmente como asistenta de cámara de Henri Decoin adquiriendo la soltura necesaria para dirigir sus propias películas aprovechando el periodo de ruptura de la posguerra.
En 1946 y 1947 dirige sus dos largometrajes: Il suffit d'une fois (1946) y Capitaine Blomet (1947). Son las dos únicas experiencias como directora. Después continuó su carrera como asistenta de dirección y montadora. Entre las películas en las que trabajó como montadora está Orfeo Negro (1959) de Marcel Camusque ganó la Palma de Oro del Festival Internacional de Cine de Cannes en 1959, y en 1960 los premios Oscar y Globo de Oro a la mejor película en lengua extranjera.

## Filmografía

### Directora
- Il suffit d'une fois (1946)
- Capitaine Blomet (1947)

### Montadora
- 1933 : Âme de clown de Marc Didier
- 1934 : La Maison du mystère de Gaston Roudès
- 1934 : Le Petit Jacques de Gaston Roudès
- 1934 : Flofloche de Gaston Roudès
- 1951 : Le voyage en Amérique de Henri Lavorel
- 1953 : Kœnigsmark de Solange Térac
- 1953 : Au diable la vertu de Jean Laviron
- 1953 : Légère et court vêtue de Jean Laviron
- 1954 : Soirs de Paris de Jean Laviron
- 1954 : Votre dévoué Blake de Jean Laviron
- 1959 : Orfeu Negro de Marcel Camus
- 1959 : Les Trois Mousquetaires, dramatique télévisée de Claude Barma
- 1960 : Os Bandeirantes de Marcel Camus
- 1962 : L'Oiseau de paradis de Marcel Camus
- 1965 : Le Chant du monde de Marcel Camus
- 1968 : Vivre la nuit de Marcel Camus
- 1970 : Un été sauvage de Marcel Camus
- 1970 : Le Mur de l'Atlantique de Marcel Camus
- 1973 : Molière pour rire et pour pleurer de Marcel Camus (feuilleton TV)
- 1975 : Otalia de Bahia de Marcel Camus

- The House of Mystery (1933)
- Little Jacques (1934)
- The Voyage to America (1951)
- Koenigsmark (1953)
- Yours Truly, Blake (1954)
- Orfeo Negro (1959)
- Love in the Night (1968)

### Asistenta de dirección
- 1943 : L'Homme de Londres de Henri Decoin
- 1943 : Je suis avec toi deHenri Decoin
- 1946 : Étoile sans lumière de Marcel Blistène
- 1946 : Fille du diable de Henri Decoin
- 1951 : Clara de Montargis de Henri Decoin

### Guionista
- 1940 : De Mayerling à Sarajevo de Max Ophüls
- 1942 : Dernier Atout de Jacques Becker
- 1945 : La Fiancée des ténèbres de Serge de Poligny